# Finn Hauberg Mortensen
Finn Hauberg Mortensen (født 26. juli 1946, død 21. februar 2013) var en dansk litteraturhistoriker. Finn Hauberg Mortensen var søn af forfatteren Sonja Hauberg (1918-1947) og maleren Richard Mortensen (1910-1993).
Finn Hauberg Mortensen var gennem sin karriere tilknyttet Københavns Universitet og Syddansk Universitet: 1970-1974 på KU, 1991-2007 professor i nordisk litteratur ved SDU og 2007-2012 leder af Institut for Nordiske Studier og Sprogvidenskab ved KU. Han forskede i mange af de største danske forfattere og udgav bøger om blandt andet Søren Kierkegaard og H.C. Andersen. Han deltog også i flere ministerielle udvalg. Hauberg Mortensen var blandt andet formand for litteraturudvalget for Kulturkanonen 2005-06.